# Józef Stanek (kurier)

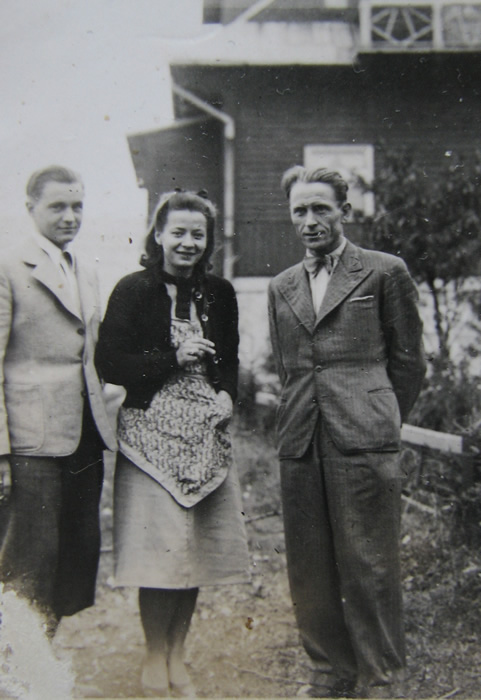
Józef Stanek (z prawej) ze współpracownikami z trasy „Karczma”: Antoniną Małasińską i Zbigniewem Pajorem

Józef Stanek, ps. „Lis”, ps. „Rudy Józek” (ur. 26 lutego 1909 w Łapszach Niżnych na Spiszu, zm. prawdopodobnie w 1945) – polski działacz niepodległościowy, żołnierz podziemia, kurier AK.
Urodzony w miejscowości Łapsze Niżne na Spiszu jako syn Józefa Stanka i Marii z domu Nowak. Kuzyn bł. ks. Józefa Stanka. Absolwent Wydziału Handlowego Instytutu Administracyjno-Gospodarczego w Krakowie (1936), student Uniwersytetu Jagiellońskiego.
Przed II wojną światową był sekretarzem Związku Górali Spisza i Orawy kierowanego przez ks. Ferdynanda Machaya. Zwolennik przyłączenia do Polski całości terytorium Zamagurza Spiskiego. W latach 1937–1939 jako współpracownik polskiego wywiadu wchodził w skład tzw. Organizacji Spisko-Orawskiej, powołanej do działań dywersyjnych na wchodzących w skład Czechosłowacji terytoriach Spisza i Orawy. Kierował biurem i zarazem punktem werbunkowym Organizacji w Nowym Targu. Aresztowany 15 sierpnia 1939 roku na Słowacji pod zarzutami prowadzenia działań na szkodę Państwa Słowackiego oraz nielegalnego przekraczania granicy. Trafił do więzienia w Preszowie, z którego został zwolniony w styczniu 1940 roku.
W czasie II wojny światowej był współtwórcą i kierownikiem kurierskiej trasy sztafetowej „Karczma” (Warszawa – Nowy Targ – Dursztyn – Łapsze Niżne – Mala Poloma (Słowacja) – Rożniawa – Budapeszt). Koordynował działalność trasy oraz był kurierem na słowackim odcinku trasy między willą „Wichrówka” w Dursztynie a miejscowością Mala Poloma (obecnie Gemerská Poloma).
Okoliczności śmierci Józefa Stanka pozostają nieznane. Ostatnie informacje o nim pochodzą z maja 1945. Prawdopodobnie zginął na terenie Czechosłowacji w 1945 roku.